# Antonín Hubka
Antonín Hubka (19. června 1872 Kralovice – 9. srpna 1919 Plzeň ) byl rakouský menšinový aktivista a politik české národnosti z Čech, na počátku 20. století poslanec Říšské rady.

## Biografie
Působil jako publicista a menšinový pracovník. Psal studie na téma podpory českých menšin a demografie. Založil a redigoval časopis zaměřený na Pošumaví. Byl aktivním členem Národní jednoty pošumavské. Profesně se uváděl jako revident (účetní rada) zemského výboru.
Působil i jako poslanec Říšské rady (celostátního parlamentu Předlitavska), kam usedl ve volbách roku 1907, konaných poprvé podle všeobecného a rovného volebního práva. Byl zvolen za obvod Čechy 031. Po volbách roku 1907 usedl do poslaneckého klubu Sjednocení českých národně sociálních, radikálně pokrokových a státoprávních poslanců. Hlásil se k České státoprávně pokrokové strany.
Zemřel náhle v srpnu 1919. Vracel se z letního bytu ve Strašicích do rodných Kralovic, kde jeho rodiče chystali oslavu zlaté svatby. Po cestě se mu náhle udělalo nevolno a byl na pokyn lékaře umístěn do plzeňské nemocnice, kde zemřel. Tělo mělo být převezeno do krematoria v Liberci.